# Kazimierza Wielka (stacja kolejowa)
Kazimierza Wielka – nieczynna stacja kolei wąskotorowej (Świętokrzyska Kolej Dojazdowa) w Kazimierzy Wielkiej, w województwie świętokrzyskim, w Polsce.